# Jötunheim
Cet article concerne le royaume mythologique. Pour le massif montagneux norvégien, voir Jotunheimen. Pour le parc éponyme, voir Parc national de Jotunheimen.

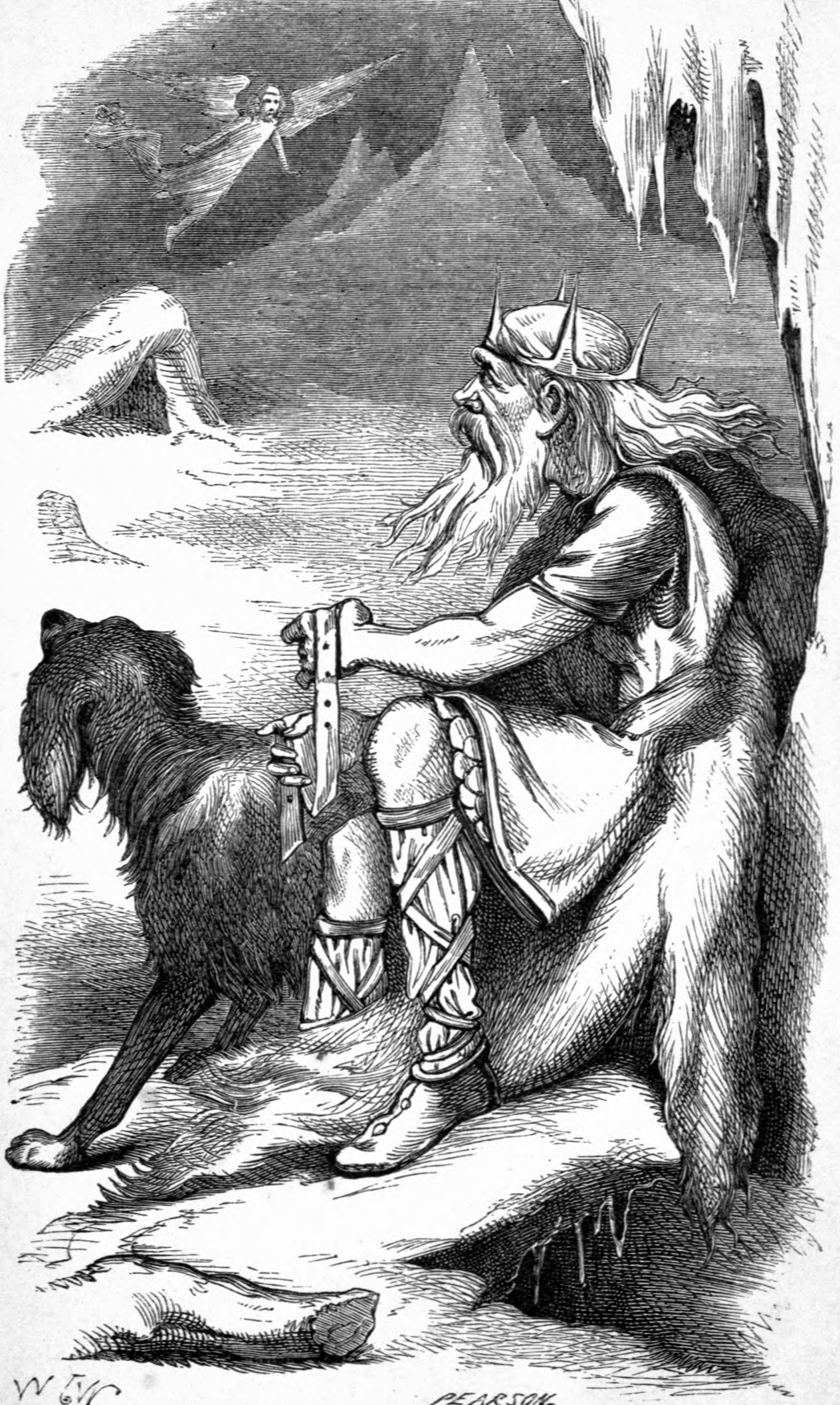
Loki volant avec le manteau Valshamr jusqu'à Jötunheim, où règne le géant Þrymr (illustration de 1871).

Jötunheim (ou Jötunheimr ou Jötunheimar), où règne le géant Þrymr, est, dans la mythologie nordique, le territoire qu'Odin laissa aux géants de glace à la Création. Avec Utgard pour forteresse, c'est l'un des neuf mondes portés par l'arbre cosmique Yggdrasil.
Selon F.-X. Dillman dans ses notes de l'Edda de Snorri, les plus anciens textes mythologiques situent ce monde à l'Est de Midgard, alors que les textes en prose, plus récents, le situent au Nord. À l'Est se dresse la Forêt de Fer, Járnviðr, lieu de résidence des géants à forme de loup.

## Étymologie
« Jötunheim » (v. isl. Jǫtunheimr) est le nom au singulier du « royaume des géants » ou du « pays des géants », le pluriel étant « Jötunheimar ». Il est composé de « Jötun », qui désigne les géants et de « heimr », le royaume. La forme « Jötunheimar » est utilisée dans la traduction de François-Xavier Dillman de l'Edda, par exemple, alors que la forme singulier, « Jötunheim », est plus volontiers utilisée dans la Völuspa, par exemple strophe 48 :
| 48. Hvat er með ásum? Hvat er með alfum? Gnýr allr Jötunheimr, æsir ro á þingi, stynja dvergar fyr steindurum, veggbergs vísir. Vituð ér enn - eða hvat? | 48. Qu'en est-il des Ases ? Qu'en est-il des Elfes ? Le monde des géants gronde, Les Ases tiennent conseil. Les nains gémissent Devant les portes de pierre, Eux, les familiers des falaises. En savez-vous davantage, vraiment ? |  |